# Velká Bukovina
Velká Bukovina település Csehországban, Děčíni járásban. Velká Bukovina Žandov, Volfartice, Starý Šachov, Markvartice, Horní Habartice, Františkov nad Ploučnicí, Dolní Habartice, Česká Kamenice és Veselé településekkel határos. Lakosainak száma 514 fő (2024. január 1.).

## Népesség
A település lakosságának változását az alábbi diagram mutatja:
| Lakosok száma | 2005 | 1707 | 1591 | 693  | 529  | 475  | 489  | 507  | 503  | 514  |
|               | 1869 | 1900 | 1921 | 1961 | 1980 | 2011 | 2016 | 2019 | 2021 | 2024 |